# Мечислав Корвін Піотровський
Мечислав Корвін Піотровський (пол. Mieczysław Korwin Piotrowski; 29 січня 1869, Кам'янець-Подільський — 13 грудня 1930, Львів) — польський живописець.

## Біографія
Народився 29 січня 1869 року в місті Кам'янці-Подільському (тепер Україна). 1895 року закінчив Краківську школу образотворчого мистецтва (викладачі Флоріан Цинк та Владислав Лущкевич), але записався лише на перший семестр 1891/1892 та 1892/1893 навчальних років, проте прибув до школи лише у травні 1893 року. 1895 року повернувся до Львова та розпочав самостійну роботу. Невдовзі переїхав до Мюнхену, де на Георгенштрассе, 36 мав студію та у 1898—1899 роках навчався у приватній школі рисунку та мистецтв Станіслава Грохольського.
У травні 1899 року мешкав уже на вулиці Францисканській, 8 (нинішня вул. Тараса Бобанича) у Львові. Від жовтня 1899 року працював у Львові, брав участь у львівських виставках 1903—1913, 1922 років, у Тернополі у 1902 році. У 1917—1918 роках перебував у Києві, де в салоні «D'Art», що розташовувався в пасажі на Хрещатику, організував персональну виставку (120 творів).
Помер 13 грудня 1930 року у Львові. Похований на Личаківському цвинтарі у Львові у спільній могилі з померлою раніше дружиною Зофією з Климковських.

## Творчість
Переважно створював пейзажі з ліричним настроєм, з чіткою композицією та продуманими ефектами світла. Також малював міські краєвиди, побутові сцени, натюрморти з квітами.
Серед робіт:
- 1899 — «Ноктюрн»;
- 1901 — «Бернардинська площа у Львові вночі», «Вихор»;
- 1905 — «Качки, що злітають», «Старий млин у місячному світлі»;
- 1907 — «Весняний краєвид»;
- 1917 — «Турецький міст у Кам'янці-Подільському», «Кафедральний собор у Кам'янці-Подільському», «Сукенниці у Кракові», «Колядники», «Останній сніг»;
- «Дикі качки в очереті»;
- «Схід сонця над болотом»;
- «Сосновий бір»;
- «Дерева над ставом»;
- «Пейзаж з дерев'яною церквою»;
- «Сани з конем біля комори».

Його роботи репродукували на поштових листівках, зокрема серія «12 місяців» (1900). На початку XX століття два його краєвиди оздоблювали інтер'єр цукерні Міхала Монне, що була на розі вул. Личаківської та Францисканської (нинішня вул. Тараса Бобанича). У 1902 році спільно з живописцем Романом Братковським на замовлення Шимона-Міхала Тепфера виконав стінописи з краєвидами Львова у залах ресторану Тепферів на вулиці Трибунальській, 12 (нинішня вул. Шевська) у Львові.